# Médoc

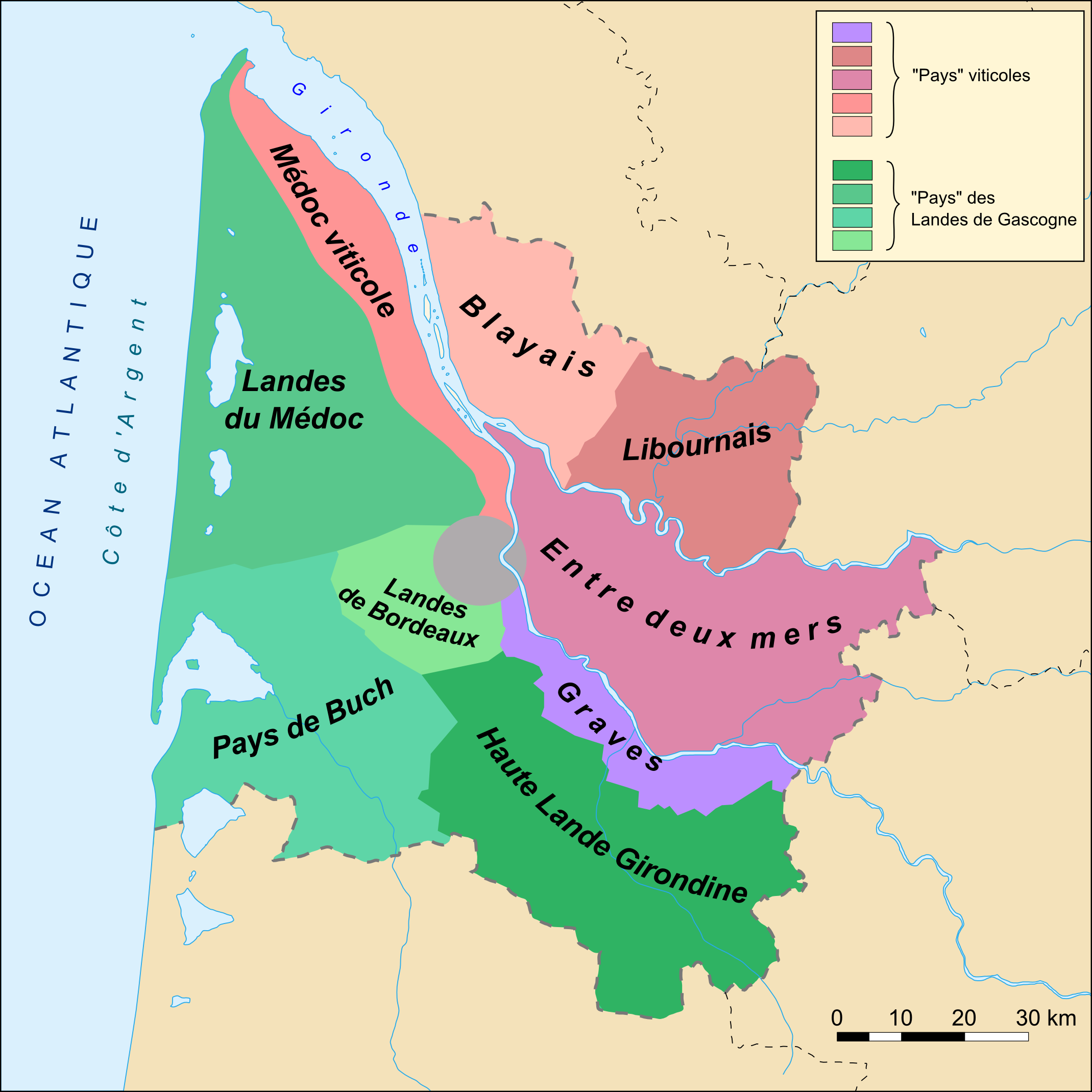
Mapa departementu Gironde

Médoc je francouzský region v departementu Gironde na levém břehu stejnojmenného ústí řeky Garonny severně od Bordeaux. Je to známá vinařská oblast, kde se rodí vynikající vinná réva, z níž se připravují vyhlášená vína. Jméno Médoc pochází z výrazu (Pagus) Medullicus neboli země Medullů, jak se nazývali zdejší galští obyvatelé. Oblast vděčí za svůj ekonomický rozvoj především produkci červeného vína. 

Nejsou zde však jen vinice a vinohrady, kterých bychom tu napočítali asi 1500, ale i borové lesy a dlouhé písčité pláže.

## Vinařství
S výjimkou Château Haut-Brion, jež se nachází v oblasti Graves, jsou všechny usedlosti, jež byly v roce 1855 zařazeny do Bordeauxské klasifikace vín z oblasti Médoc. Většina zdejších usedlostí, jež do této klasifikace nebyly zahrnuty, je klasifikována v systému Cru Bourgeois.

### Obecné předpoklady
Zeměpisná poloha Médoku není pro pěstování vinné révy právě nejpříznivější. Vzhledem k blízkosti Atlantského oceánu zde panuje poměrně mírné podnebí a značné množství dešťových srážek způsobuje časté problémy s hnilobou. Všeobecně se má za to, že charakter médockých vín má svůj původ v půdě. Přestože je zdejší terén převážně plochý, má půda vynikající odvodňovací schopnost a zvýšený podíl štěrku jí umožňuje podržet teplo, což napomáhá procesu dozrávání bobulí a podporuje rozrůstání kořenového systému. 

### Médoc AOC

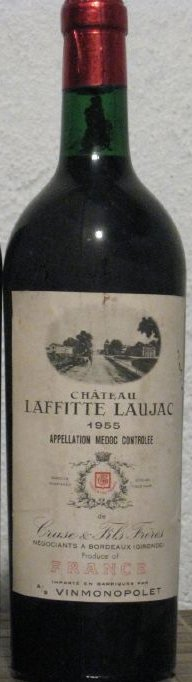
Láhev z usedlosti Château Laffitte Laujac, jež leží v apelaci Médoc AOC.

Médoc je AOC (Appellation d'Origine Contrôlée) pro vína z vinařské oblasti Bordeaux na jihovýchodě Francie, na levém břehu ústí řeky Garonny, jež zahrnuje severní část vinařského pásu procházejícího celým poloostrovem. Zmíněná oblast se též nazývá Bas-Médoc neboli Nízký Médoc, ačkoli toto označení se nesmí objevit na žádné etiketě. Až na několik málo výjimek se zde dělají pouze červená vína. Žádné z bílých vín, jež odtud pocházejí, nemá právo být nazýváno Médoc.

Termínu Médoc se často používá v geografickém smyslu jako označení celé oblasti na levém břehu. A jak se praví v zakládacím dekretu apelace vydaném INAO  14. listopadu 1936, může být název apelace použit pro veškerá vína vyrobená ve vymezené oblasti na poloostrově. V praxi se však tato možnost využívá jen zřídka, neboť jednotlivé subapelace v rámci AOC Médoc mají mnohem vyšší prestiž. 

V rámci apelace Médoc jsou tyto subregiony: Haut-Médoc AOC, Margaux AOC, Listrac-Médoc AOC, Moulis-en-Médoc AOC, Saint-Julien AOC, Pauillac AOC, Saint-Estèphe AOC 

Plošná výměra apelace činí asi 5700 hektarů vinic, což je asi 34,5 % celkové výměry poloostrova. Ročně se zde vyrobí zhruba 300 000 hektolitrů vína, což je asi 38 700 000 láhví.

Základními půdními typy jsou garonský a pyrenejský štěrk a jílovitý vápenec s nesmírně rozmanitými vlastnostmi. Jsou zde též četné úseky s těžkými půdami bohatými na jíl a nepropouštějícími vodu, jež se hodí lépe k pěstování odrůdy Merlot než Cabernet Sauvignon, a kromě vinic jsou tu více patrné i jiné druhy zemědělské činnosti, než je tomu dále na jih. 

Z odrůd vinné révy, jež jsou v Médoku INAO povoleny, je 50 % vinic osázeno Cabernetem Sauvignon a Merlotem. Další odrůdy, Petit Verdot, Malbec (jehož místní název je "Cot"), Cabernet Franc a Carménère zabírají mnohem menší plochu.

Pravidla AOC nedovolují provozovat vinařskou činnost v vesnicích Carcans, Hourtin, Brach, Salaunes, Lacanau, Le Temple a Le Porge, dále pak na plochách vytvořených nedávnými naplaveninami a pískem, jež leží na nepropustném podkladu.

### Usedlosti
Z celkem 584 vinařských usedlostí v oblasti Haut-Médoc (Vysoký Médoc) jich je 239 nezávislých a 345 je sdruženo ve vinařských družstvech. Čtyři z pěti družstev patří do skupiny Unimédoc, jež zajišťuje zrání, lahvování a marketing vyrobených vín.
| Château de By                | Château La Cardonne       | Château Castéra              |
| Château La Clare             | Château Greysac           | Château Laujac               |
| Château Livran               | Château Loudenne          | Château de Monthil           |
| Château les Ormes-Sorbet     | Château Patache-d'Aux     | Château Potensac             |
| Château Plagnac              | Château Preuillac         | Château Saint-Bonnet         |
| Château Saint-Saturnin       | Château Sestignan         | Château Sigognac             |
| Château La Tour de By        | Château Le Tertre-Caussan | Château La Tour Haut-Caussan |
| Château La Tour-Saint-Bonnet | Château La Valière        | Vieux Château Landon         |